# Walter De Cecco
Walter De Cecco est un footballeur français né le 24 août 1920 à Flambro dans la province d'Udine en Italie et mort le 19 septembre 2001 à La Bassée dans le Nord. Ce joueur était attaquant.

## Biographie
Fils de Valentino De Cecco et de Mina Rosso, migrants italiens installés à Lille (Nord), Walter travaille avant de devenir footballeur professionnel comme ajusteur, c'est-à-dire ouvrier d'usine. La famille De Cecco vit au 177, rue de Lannoy dans le quartier populaire de Fives, situé à l'est du centre-ville lillois.
Le 12 mai 1941, Walter est arrêté et écroué par l'autorité allemande à la prison de Loos, la prison de Lille. On ignore la raison de cette arrestation.

## Carrière de joueur
- avant 1946 : Lille OSC
- 1946 : Le Havre AC
- 1946-1948 : US Valenciennes-Anzin
- 1948-1950 : RC Strasbourg[3]